# Parham FC
El Parham FC es un equipo de fútbol de Antigua y Barbuda que juega en la Primera División de Antigua y Barbuda, la máxima categoría de fútbol en el país.

## Historia
Fue fundado en el año 1965 en la ciudad de Parham con el nombre J&J Construction Parham, aunque sus partidos de local los juegan en la capital St. John's y ha sido campeón de liga en 5 ocasiones.
A nivel internacional han participado en un torneo continental, en la Copa de Campeones de la Concacaf 1994, donde fueron eliminados en la primera ronda por el US Sinnamary de Guayana Francesa.

## Palmarés
- Primera División de Antigua y Barbuda: 5

1989-90, 2001-02, 2002-03, 2010-11, 2014-15

## Participación en competiciones de la Concacaf
| Temporada | Torneo                           | Ronda | Club         | Casa | Visita | Global |
| --------- | -------------------------------- | ----- | ------------ | ---- | ------ | ------ |
| 1994      | Copa de Campeones de la Concacaf | 1     | US Sinnamary | 0-1  | 0-3    | 0-4    |